# Samba Salsa
Samba Salsa é um EP do roqueiro brasileiro Serguei. Lançado em 3 de agosto de 1979 pela gravadora Arlequim, este álbum foi uma tentativa da gravadora de lançá-lo como um cantor latino. Por isso, as músicas possuem ritmos bem caribenhos, como samba e salsa. Atualmente este compacto é um raro item de colecionador.

## Faixas
| Lado A |                                     |                               |         |  |
| N.º    | Título                              | Compositor(es)                | Duração |  |
| 1.     | "Te Chamei (versão de "Ti Jarret")" | David Martial / Versão: Chu   | 2:17    |  |
| 2.     | "Devagar Também é Pressa"           | Arthur Moreira, Osmar Navarro | 2:45    |  |

| Lado B         |                                               |                                     |         |  |
| N.º            | Título                                        | Compositor(es)                      | Duração |  |
| 3.             | "Gata Na Janela"                              | Marco Araújo, Ronaldo Ribeiro       | 2:46    |  |
| 4.             | "É Mais Gostoso Viver (versão de "I a Baba")" | David Martial / Versão: Thomas Roth | 2:38    |  |
| Duração total: | Duração total:                                | Duração total:                      | 10:24   |  |